# OpenDyslexic

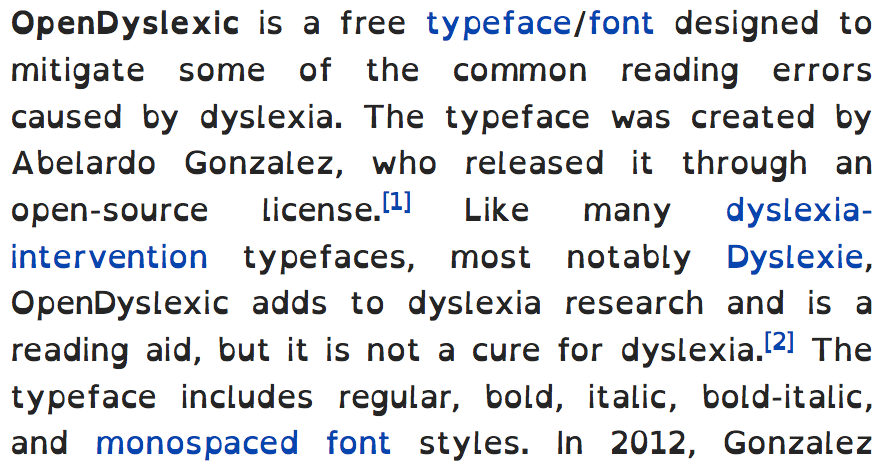
In Open Dyslexic gesetztes Textbeispiel

OpenDyslexic ist eine kostenlose Schriftart, die entwickelt wurde, um einige der häufigsten Lesefehler, die durch Legasthenie verursacht werden, zu mindern. Ihre Vorteile werden allerdings durch wissenschaftliche Studien in Frage gestellt. Die Schrift wurde von Abelardo Gonzalez entworfen und über eine Open-Source-Lizenz veröffentlicht. Das Design basiert auf der Open-Source-Schrift DejaVu Sans.
Wie viele zur Unterstützung bei Legasthenie bestimmte Schriftarten, insbesondere die Schriftart Dyslexie, trägt OpenDyslexic zur Legasthenieforschung bei und ist eine Lesehilfe, aber kein Heilmittel für Legasthenie. Die Schriftart enthält die Schriftstile Normal, Fett, Kursiv, Fett-kursiv sowie auch eine nichtproportionale Variante.
Im Jahr 2012 erklärte Gonzalez der BBC seine Motivation: „Ich hatte ähnliche Schriften gesehen, aber zu der Zeit waren sie völlig unerschwinglich und so unpraktisch, was die Kosten angeht.“
In zwei Studien wurde die Wirkung spezieller Schriften bei Studenten mit Legasthenie untersucht. Rello und Baeza-Yates (2013) haben Eye-Tracking-Aufzeichnungen spanischer Leser (11–50 Jahre) mit Legasthenie gemessen und festgestellt, dass OpenDyslexic weder die Lesezeit signifikant verbessert noch die Augenfixierung verkürzt. In ihrer Masterarbeit verglich Leeuw (2010) mit 21 niederländischen Studenten mit Legasthenie die Schriftarten Arial und Dyslexie und stellte fest, dass OpenDyslexic nicht zu einem schnelleren Lesen führte, aber möglicherweise bei einigen Legastheniefehlern hilfreich ist. Die British Dyslexia Association empfiehlt „einfache, gleichmäßig verteilte serifenlose Schriftarten“ wie Arial und Comic Sans. Alternativen sind Verdana, Tahoma, Century Gothic, Trebuchet MS „anstelle von Schriften wie OpenDyslexic oder Dyslexie“.
Die Schrift ist derzeit eine optionale Wahl auf vielen Websites und Formaten, darunter Wikipedia, Instapaper, Kobo eReader, Amazon Kindle Paperwhite, ein paar Kinderbüchern und mindestens einem Impressum der klassischen Literatur.
Es gibt auch eine Google-Chrome-Erweiterung, die von Abelardo Gonzalez und Robert James Gabriel entwickelt wurde. Es ist auch Teil des „Legasthenie-freundlichen Modus“ in den Web-Accessibility-Produkten der Oswald Foundation.
Es gibt andere Schriftarten und Schriften, die mit Vorteilen für Legastheniker in Verbindung gebracht wurden, darunter BBC Reith, Comic Sans, Dyslexie, FS Me, Sassoon und Sylexiad.